# خرس نقره‌ای برای بهترین فیلم‌نامه
خرس نقره‌ای برای بهترین فیلم‌نامه (انگلیسی: Silver Bear for Best Script)؛ جایزه جشنواره بین‌المللی فیلم برلین است که از سال ۲۰۰۸ میلادی، به موفق‌ترین فیلمنامه اعطا می‌شود.

## جوایز
| سال  | فیلم‌نامه‌نویس(ها)                                   | ملیت                        | فیلم                | عنوان اصلی                |
| ---- | -------------------------------------------------- | --------------------------- | ------------------- | ------------------------- |
| ۲۰۰۸ | وانگ زیائوشوای                                     | چین                         | به عشق اعتماد داریم | 左右 (Zuǒ yòu)            |
| ۲۰۰۹ | Oren Moverman آلساندرو کامن                        | ایالات متحدهٔ آمریکا         | پیام‌آور             | The Messenger             |
| ۲۰۱۰ | وانگ کوانان جین نا                                 | China                       | جدا باهم            | 团员 (Tuán yuán)          |
| ۲۰۱۱ | جوشوا مارستون آندامیون موراتاج                     | ایالات متحدهٔ آمریکا، آلبانی | بخشش خون            | Falja e Gjakut            |
| ۲۰۱۲ | نیکولای آرسل Rasmus Heisterberg                    | دانمارک                     | یک رابطه سلطنتی     | En kongelig affære        |
| ۲۰۱۳ | جعفر پناهی                                         | ایران                       | پرده                | پرده                      |
| ۲۰۱۴ | دیتریش بروگمان آنا بروگمان                         | آلمان                       | راه صلیب            | Kreuzweg                  |
| ۲۰۱۵ | پاتریسیو گوزمان                                    | شیلی                        | دکمه صدفی           | El botón de nácar         |
| ۲۰۱۶ | توماش واشیلفسکی                                    | لهستان                      | ایالات متحده عشق    | Zjednoczone Stany Miłości |
| ۲۰۱۷ | سباستین للیو Gonzalo Maza                          | شیلی                        | یک زن شگفت‌انگیز     | Una mujer fantástica      |
| ۲۰۱۸ | Manuel Alcalá آلونسو روئیس‌پالاسیوس                 | مکزیک                       | موزه                | Museo                     |
| ۲۰۱۹ | Maurizio Braucci Claudio Giovannesi روبرتو ساویانو | ایتالیا                     | Piranhas            | La paranza dei bambini    |